# Pheroliodes enigma
Pheroliodes enigma är en kvalsterart som först beskrevs av Hunt 1996.  Pheroliodes enigma ingår i släktet Pheroliodes och familjen Pheroliodidae. Inga underarter finns listade i Catalogue of Life.